# نووا تلیب
نووا تلیب (به چکی: Nová Telib) یک منطقهٔ مسکونی در جمهوری چک است که در ناحیه ملادا بولسلاو واقع شده‌است.